# Anne Marie von Ziegler
Anne Marie von Ziegler (* um 1545 in Pillnitz; † 7. Februar 1575 in Wolfenbüttel), auch Schlüterliese genannt, war eine adlige Betrügerin und Alchemistin.

## Leben
Anne Marie von Ziegler wurde als Tochter von Caspar von Ziegler und seiner Frau Clara (geborene von Schomburg) geboren und entstammte dem sächsischen Adelsgeschlecht derer „von Ziegler zu Pillnitz“. Sie wuchs im Alten Schloss Dresden auf, wo sie als Edelfräulein lebte. Im Alter von 14 Jahren wurde sie von einem Junker geschwängert und ertränkte ihr Kind, kurz nachdem es geboren war. Daraufhin musste sie den Hof verlassen. Durch ihre Verwandten kam eine Heirat zustande, die jedoch durch den tödlichen Sturz ihres Gatten vom Pferd nach kurzer Ehe beendet war. Sie begab sich mit einigen Bediensteten schließlich zu ihrem Bruder Hans von Ziegler nach Gotha. Dort wurde sie gegen ihren Willen mit dem schielenden Kammerdiener und Hofnarren Heinrich Schombach des Herzogs Johann Friedrich von Sachsen verheiratet.
Während ihr Ehemann gern andere Leute ausspionierte, wandte sich von Ziegler der alchemistischen Zunft zu, in deren Künsten sie durch einen Verehrer unterrichtet wurde. In Gotha trafen die Eheleute auf den Alchemisten Philipp Sömmering, der für den Herzog eine Tinktur herstellen sollte, mit der man andere Metalle in Gold verwandeln könnte. Diese drei flüchteten nun mit dem Geldbetrag, den Sömmering für seine Forschungen erhalten hatte, aus der Stadt, als es dort in den Jahren 1566/1567 zu Kampfhandlungen kam.

## Wirken in Wolfenbüttel
Sie gelangten nach Braunschweig, wo sie sich das Vertrauen des Herzogs Julius erschlichen und so schließlich 1571 an seinem Hof in Wolfenbüttel aufgenommen wurden. Hier nun sollten sie die Tinktur für die Goldherstellung fertigstellen, die zugleich in verdünnter Form die ewige Jugend schenken sollte. Philipp Sömmering hatte sich selbst den griechischen Namen Therocyklus zugelegt und gab vor, die geheime Kunst des Goldmachens zu beherrschen. Herzog Julius ließ sich tatsächlich für einige Zeit von diesem Trio zum Narren halten. Sömmering versuchte zudem „constellierte Musketenrohre“ herzustellen, die nie ihr Ziel verfehlen würden. Anne Marie von Ziegler schaffte es durch ihren Charme und ihre Erfindungsgabe immer wieder, das Vertrauen des Herzogs in ihre Künste zu erlangen. Daher ernannte dieser Sömmering trotz einiger Warnungen zu seinem Kammer-, Berg- und Hüttenrat.
Von Ziegler behauptete gegenüber Herzog Julius, sie wäre fünf Monate zu früh geboren und mit der geheimen Tinktur aufgezogen worden oder sie sei eine Begünstigte des Grafen Carl von Oettingen, einem Sohn des Paracelsus, der ebenfalls diese Tinktur besäße und dadurch zu unermesslichem Reichtum gelangt sei. Diesem wolle sie die Rezeptur entlocken, damit Sömmering diese fertigstellen könne. Zu den weiteren Betrügereien des Trios gehörte neben Morden an Bediensteten oder Mitwissern auch der Versuch, Herzogin Hedwig, die ihnen misstraute, zu vergiften. Da dies misslang, flüchtete von Ziegler mit ihrem Gemahl nach Goslar. Eine weitere Flucht in das Kursächsische Gebiet konnte verhindert werden, da ein Brief, den von Ziegler einem Verehrer zugesandt hatte, abgefangen wurde. Zu Pfingsten 1574 wurde die Bande mit weiteren Komplizen schließlich verhaftet. Sie gestanden ihre Taten unter der Folter, wurden zum Tode verurteilt und in Wolfenbüttel vor dem Mühlenthore am 7. Februar 1575 hingerichtet, indem sie mit Zangen gezwickt und in eisernen Stühlen verbrannt wurden.
Das Ehepaar Schombach wohnte in Wolfenbüttel in der „Alten Apotheke“ südlich der Brücke vor dem Schloss, die zuvor dem Goldmacher Sömmering als Arbeitsstätte gedient hatte. In der Apotheke betrieb von Ziegler ihr eigenes Laboratorium, in dem sie Gifte mischte, darunter auch das Zaubermittel, das die Herzogin lahm und krumm machen sollte, wenn man es auf ihrer Türschwelle verteilte.